# Mazda Xedos 6
Mazda Xedos 6 — седан середнього класу від японського виробника Mazda, який знаходиться на сходинку вище від Mazda 626.
У серпні 1991 року на Токійському автосалоні була представлена модель Eunos 500 - аналог Xedos 6 для ринку Японії, вона поступила в продаж з січня 1992 року в Японії і Великій Британії. Що примітно, ідентичні правокермові машини продавалися у Великій Британії і Японії під різними моделями. Модель з лівим кермом для загальноєвропейського ринку вийшла кількома місяцями по тому.
Автомобілі марки Xedos 6 випускалася до кінця 1999 року, як і модель з правим кермом. Ці машини були випущені загальним тиражем 72101 шт, Xedos 9 випускався довше, завдяки популярності на американському ринку. Xedos 6 з маркетингових міркувань на американський ринок не поставлявся.
Модель Xedos 6 випускалася двома поколіннями (1992-1994 і 1994-1999) з двигунами об'ємом 1,6 л. (113 к.с., пізніше 107 к.с.) і V6 24V 2,0 л. (144 к.с., пізніше 140 к.с.), на правокермових Eunos 500 встановлювалися також двигуни 1,8 л. рядна четвірка (115 к.с.) і V6 24V з об'ємом 1,8 л. і 2,0 л. потужністю 140 і 160 к.с. відповідно.
Xedos 6 став першою машиною в лінійці Mazda, при створенні якої були використані принципи "біо-дизайну" - ліній та геометричних форм, підказаних самою природою. Такий підхід виявився настільки вдалим, що дозволив залишатися Xedos 6 тривалий час сучасним автомобілем. Згодом Івао Коїдзумі, дизайнер, який очолював проект Xedos 6, брав участь у створенні бестселера - Mazda 6.

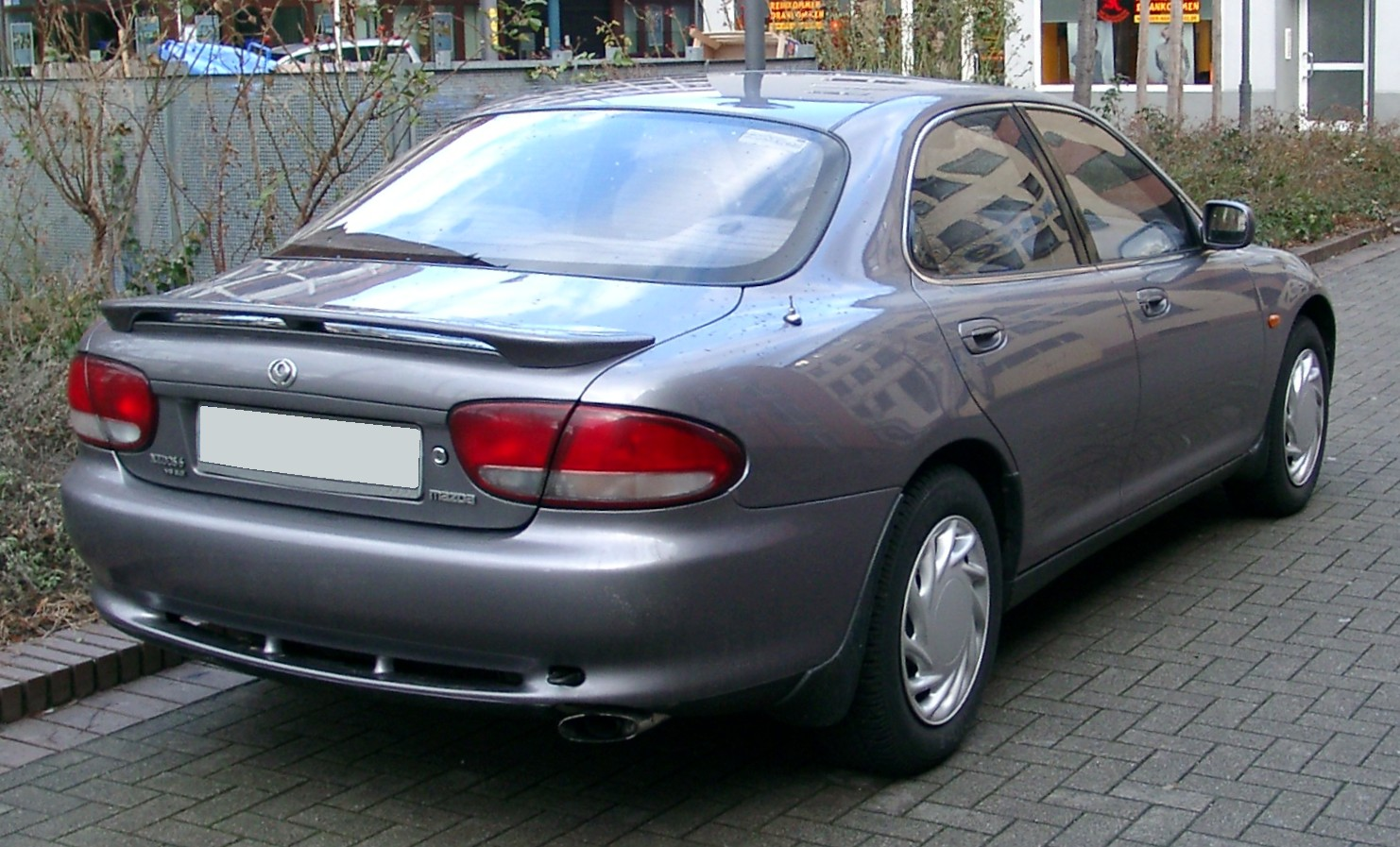
Mazda Xedos 6 (1992-1994)
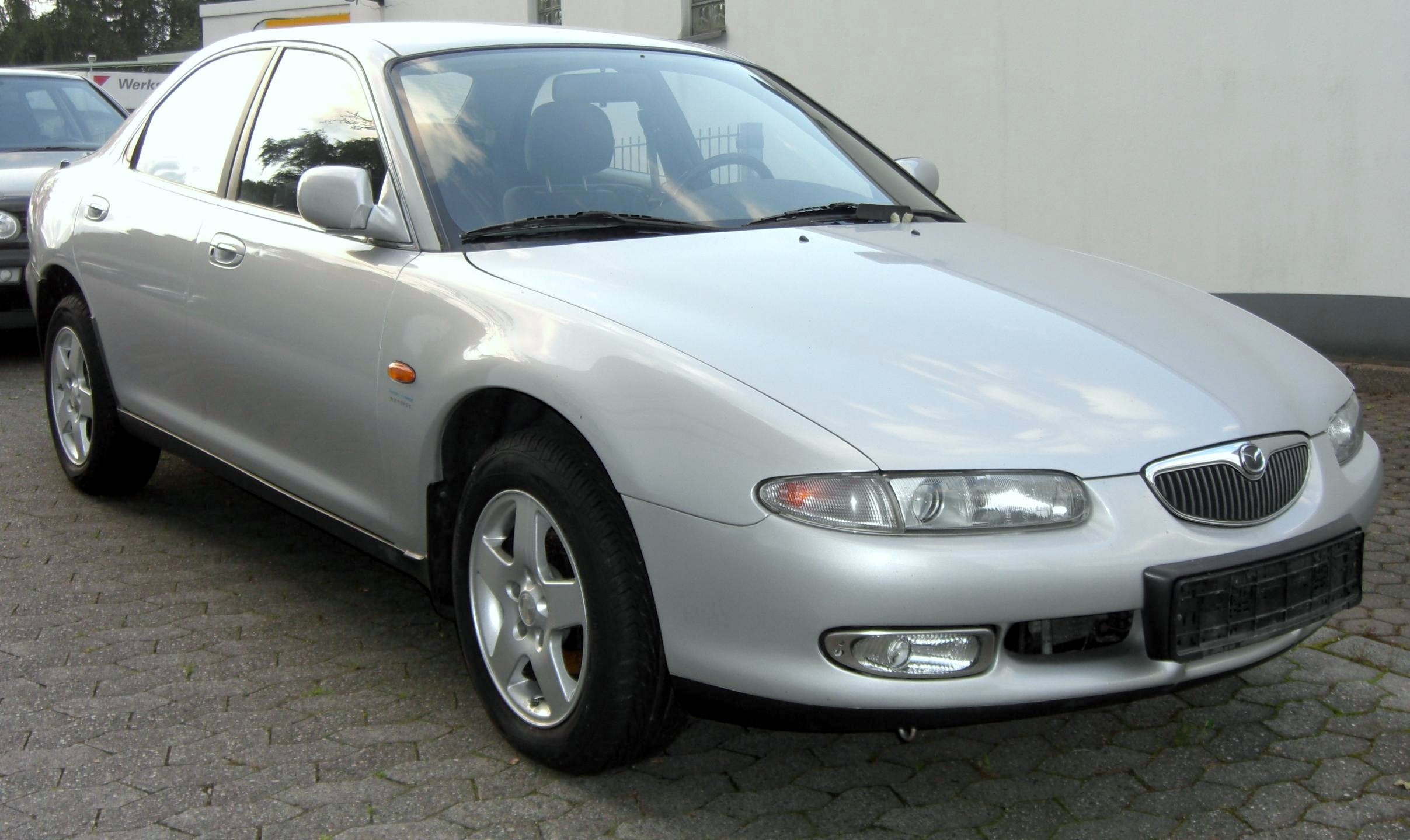
Mazda Xedos 6 (1994-1999)
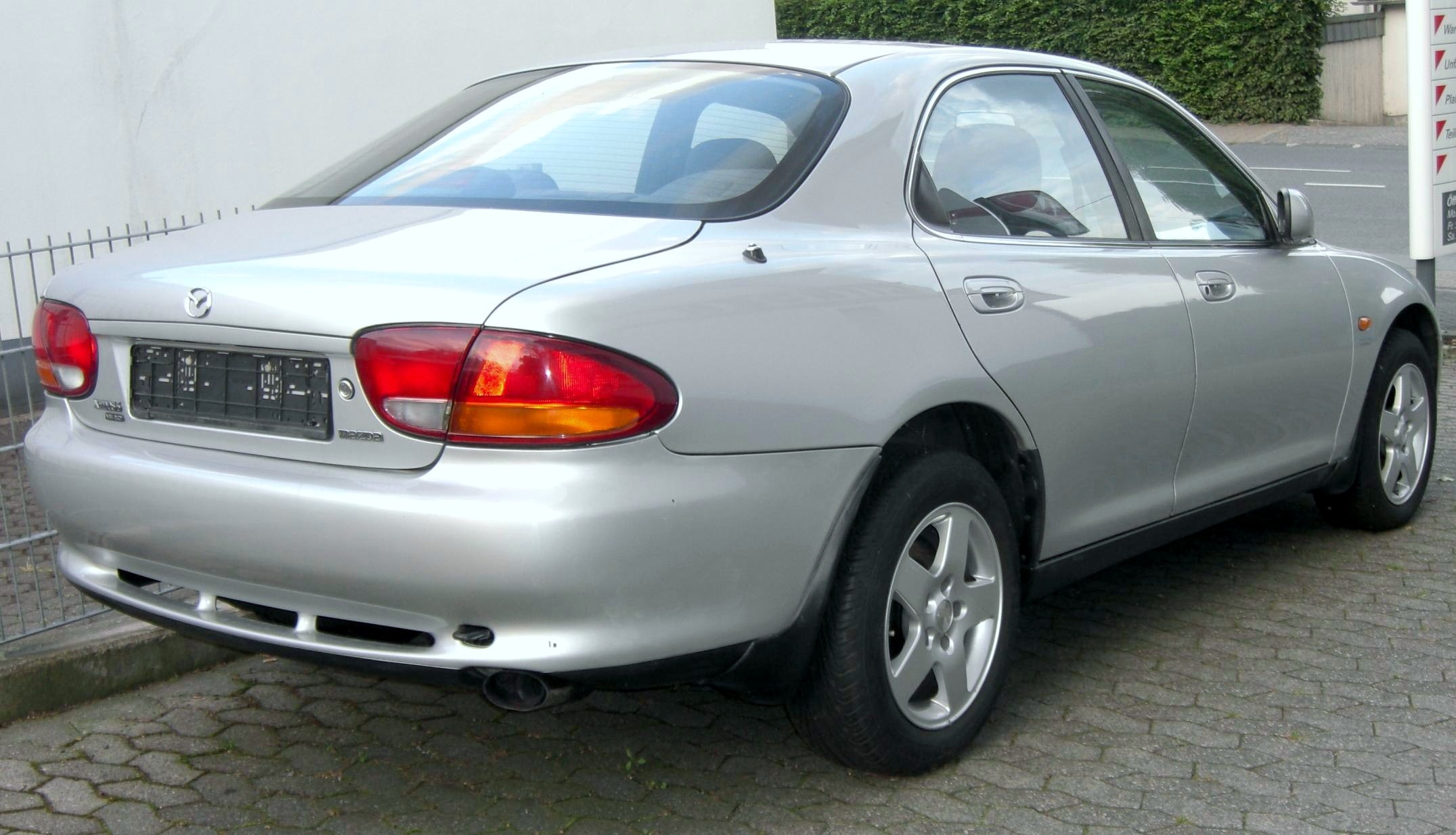
Mazda Xedos 6 (1994-1999)

## Двигуни
- 1.6 L B6-9/B6-E I4
- 1.8 L FP-DE I4
- 1.8 L K8-ZE V6
- 2.0 L KF-1/KF-ZE V6